# 丁希凌
丁希凌（1918年—2000年），男，河南永城人，中国报刊活动家，曾任羊城晚报社社长，中共广东省委宣传部副部长，南方日报总编辑、社长，中华全国新闻工作者协会副主席。

## 生平
1937年毕业于河南省商丘中学高中部。1938年在家乡参加抗日救亡运动，入党。1941年参加新四军第四师，1944年任淮北区党委（津浦路西）第二地委永(城)商(丘)亳县县委书记。1949年春任商丘地委宣传部长。
1951年调到《河南日报》工作，任副社长兼副总编。1956年任《河南日报》总编辑。958年随同周恩来总理视察河南，撰写通讯《周总理在大营社》。曾兼任河南省委宣传部副部长。1964年南下广州任中南局宣传部秘书长，参加中南局理论工作领导小组，责编《内部文稿》。1965年任《羊城晚报》社长、党委书记。1969年调任广东省广播电视局革命委员会副主任、党的核心小组副组长。
1972年任《南方日报》任党委书记、革命委员会主任、总编、社长，直到1986年退居二线。1983年创办《南方周末》，1984年2月11日正式创刊。亲自为该报确定基调：“在形式上，是《南方日报》的增刊；在内容上，是《南方日报》的补充”。还兼任过中共广东省委委员、广东省委宣传部副部长。
退二线后，任中共广东省委顾问委员会委员、中华全国新闻工作者协会副主席、广东省新闻工作者协会主席。1987年被评为高级编辑职称。“享受副省级待遇”离休。因胃癌病逝。2000年3月7日遗体告别仪式在广州举行。